# پیتر پاوسون
پیتر پاوسون (انگلیسی: Peter Pauson; ۳۰ ژوئیهٔ ۱۹۲۵ – ۱۰ دسامبر ۲۰۱۳) شیمی‌دان اهل بریتانیا بود. عمده شهر وی به خاطر معرفی واکنش پاوسون–خاند و کشف فروسن است.